# Protaetia auripes
Protaetia auripes är en skalbaggsart som beskrevs av Hope 1831. Protaetia auripes ingår i släktet Protaetia och familjen Cetoniidae. Inga underarter finns listade i Catalogue of Life.